# FK Dinamo Minsk
Der FK Dinamo Minsk (russisch Динамо Минск; belarussisch Дынама Мінск) ist ein Fußballverein aus der belarussischen Hauptstadt Minsk. Neben BATE Baryssau ist er der erfolgreichste Fußballverein des Landes.

## Geschichte

### Dinamo Minsk während sowjetischer Zeiten (1927–1992)
Dinamo Minsk wurde 1927 gegründet und spielte 1945 erstmals in der obersten sowjetischen Liga. Jedoch wurde der Verein 1954 aufgelöst. Im selben Jahr wurde er allerdings als Spartak Minsk wiedergegründet und schaffte den dritten Platz in der ersten sowjetischen Liga. 1959 erhielt der Klub einen neuen Namen und hieß fortan Belarus Minsk, ehe er 1962 seinen heutigen Namen erhielt. 1963 gelang erneut dem Klub, der als einziger Vertreter von Belarus überhaupt in der Sowjetliga spielte, der dritte Platz. Erst 1982 gelang es, diese Platzierung zu überbieten, als man das einzige Mal den sowjetischen Titel holte. Ein Punkt Vorsprung auf Dynamo Kiew reichte zum Titelgewinn. Mit 33 Spielzeiten in der obersten Sowjetliga und den daraus resultierenden 940 Punkten belegt Dinamo Minsk den zehnten Platz in der ewigen Tabelle der Liga.

### Erster Vorzeigeklub des unabhängigen Belarus (1992–1998)
Nach dem Zerfall der Sowjetunion und der folgenden Unabhängigkeit von Belarus nahm der Verein als Gründungsmitglied den Spielbetrieb in der ersten belarussischen Liga auf. Die erste Saison dauerte lediglich von April bis Juni 1992. Mit einem Punkt Vorsprung auf Dnjapro Mahiljou holte Dinamo Minsk prompt den Meistertitel. Von 15 Spielen verlor man lediglich eines mit 0:3 bei KIM Wizebsk. Zudem stellte man mit 38 Toren bei Weitem die beste Offensive der Liga. Mit einem 6:1 über Dnjapro Mahiljou sicherte man sich mit dem Gewinn des belarussischen Pokals zudem das Double.
Auch die erste Spielzeit in „voller“ Länge schloss Dinamo Minsk als Meister ab. Erneut gab es nur eine Niederlage, nämlich ein 2:3 bei Fandok Babrujsk. Den Pokal konnte man jedoch nicht verteidigen, da man im Halbfinale aufgrund der Auswärtstorregel (2:3 h; 2:1 a) am späteren Sieger FK Njoman Hrodna scheiterte.
Ab der Saison 1993/94 durften belarussische Teams auch im Europapokal mitwirken. Als Meister startete Dinamo Minsk in der UEFA Champions League, schied aber schon in der 1. Runde nach einer 2:5-Niederlage und einem 1:1-Unentschieden gegen den SV Werder Bremen aus. Die Saison beendete man mit dem zweiten Double bestehend aus der dritten Meisterschaft in Folge und einem 3:1-Finalsieg im Pokal über Fandok Babrujsk.
Aufgrund von Umstellungen in der Zugangsliste spielte Dinamo Minsk diesmal „nur“ im UEFA-Pokal. Zunächst überstand man die Vorrunde gegen Hibernians Paola haarscharf nach Verlängerung (3:1 h; 3:4 a), war aber in der 1. Hauptrunde gegen Lazio Rom chancenlos (0:0 h; 1:4 a). Die Dominanz auf nationalem Niveau blieb aber weiterhin aufrecht, sodass man auch in der Saison 1994/95 Meister wurde. Im Pokal schied man jedoch schon im Achtelfinale mit 0:1 gegen den FK Maladsetschna aus.
Erstmals zeigte der Spitzenverein aus Minsk auch international etwas besser auf. So wurde im UEFA-Pokal überraschend der FK Austria Wien mit 2:1 und 1:0 überwunden. In der 2. Runde traf man erneut auf Werder Bremen; diesmal verlor man das Hinspiel mit 0:5, im Rückspiel gelang immerhin ein 2:1-Heimsieg. Für die Umstellung der Meisterschaft auf das Kalenderjahr wurde 1995 eine Zwischenmeisterschaft ausgetragen. Es war zudem die erste mit der Drei-Punkte-Regel, Dinamo Minsk wurde mit zwei Punkten Vorsprung abermals Meister. Nicht auf Kalenderjahr umgestellt wurde dagegen der Pokal. Diesmal kam Dinamo Minsk wieder ins Finale, unterlag dort aber dem aufstrebenden MPKZ Masyr krachend mit 1:4.
Im UEFA-Pokal startete der Serienmeister bereits in der Vorrunde zur Qualifikation und setzte sich dank der Auswärtstorregel (1:1 a; 0:0 h) gegen Bohemians Dublin durch. Die Qualifikation selbst verlor man jedoch knapp gegen Beşiktaş Istanbul. Nachdem das Hinspiel in Minsk mit 2:1 gewonnen wurde, unterlag man in Istanbul noch mit 0:2 und schied aus.
Nach fünf Meistertiteln in Folge gab es eine dicke Überraschung, als MPKZ Masyr mit einem Punkt Vorsprung Dinamo Minsk hinter sich ließ und den Hauptstadtverein „nur“ zum Vizemeister machte. Dabei hatte Dinamo abermals die beste Offensive und sogar weniger Niederlagen (1) als MPKZ (2). Skurril wurde es, als man im Halbfinale des Pokals der eigenen Zweitvertretung (siehe Dinamo-93 Minsk) nach Verlängerung mit 2:4 unterlag. Damit beendete Dinamo Minsk eine Spielzeit erstmals titellos.
Erneut nahm der Hauptstadtverein an der Qualifikation zum UEFA-Pokal teil. In der 1. Qualifikationsrunde bezwang man FC Kolcheti 1913 Poti dank der Auswärtstorregel (1:0 h; 1:2 a). Daraufhin musste man sich in der 2. Qualifikationsrunde dem Lillestrøm SK geschlagen geben (0:2 h; 0:1 a). In der Wyschejschaja Liha 1997 blies Dinamo Minsk zum Großangriff und sicherte sich am Ende seinen sechsten Meistertitel. Zudem erreichte man erneut das Pokalfinale, unterlag dort aber nach Verlängerung Lakamatyu-96 Wizebsk mit 1:2.

### Durststrecke um die Jahrtausendwende (1998–2004)
Dem Meistertitel 1997 sollte eine erste Durststrecke folgen. Der Verein drohte kurzfristig in der Bedeutungslosigkeit zu versinken. Man verlor zunächst die 1. Qualifikationsrunde zur UEFA Champions League gegen Skonto Riga (0:0 a; 1:2 h), anschließend belegte man in der Wyschejschaja Liha 1998 nur Platz 8. Auch im Folgejahr war nur der 6. Platz drin; ehe man sich 2000 immerhin wieder die Top 3 sicherte. Dinamo Minsk hatte damit zumindest einen Platz im wenig prestigeträchtigen UEFA Intertoto Cup sicher. Über CS Hobscheid (6:0 h; 1:1 a) und Hapoel Haifa (2:0 h; 1:0 a) erreichte man dort die 3. Runde, wo man dem VfL Wolfsburg knapp unterlag (3:4 a; 0:0 h).
Es bahnte sich eine Wiederauferstehung an, denn in der Wyschejschaja Liha 2001 wurde Dinamo Minsk immerhin Vizemeister. Am Ende fehlten nur drei Punkte auf Belschyna Babrujsk. Man nahm daraufhin an der Qualifikation zum UEFA-Pokal teil, verlor aber deutlich gegen ZSKA Sofia (1:4 h; 0:1 a). Im Folgejahr wurde man jedoch nur Siebter in der Meisterschaft. Als Trostpreis sicherte man sich das dritte – und bisher letzte – Mal den belarussischen Pokal. Im Stadtderby wurde der erst drei Jahre zuvor gegründete Verein Lakamatyu Minsk mit 2:0 bezwungen. Durch den Pokalsieg spielte Dinamo Minsk also doch international, scheiterte in der Qualifikation zum UEFA-Pokal jedoch deutlich am Brøndby IF (0:3 a; 0:2 h).
Ebenso wie Tarpeda-SKA Minsk und der FK Schachzjor Salihorsk sammelte Dinamo Minsk in der Saison 2003 64 Punkte. Da Dinamo jedoch einen Sieg mehr hatte (20) als die beiden Konkurrenten (je 19), sicherte sich der ehemalige Serienmeister als Dritter einen Platz für den UEFA Intertoto Cup 2004. Dinamo Minsk konnte dort erneut bis in die 3. Runde vorstoßen, nachdem man gegen Odra Wodzisław Śląski (0:1 a; 2:0 h) und den FK Sartid (1:2 a; 3:1 h) jeweils einen Rückstand aus dem Hinspiel aufholte. Gegen den OSC Lille blieb man jedoch erfolglos (1:2 a; 2:2 h).
In der Wyschejschaja Liha 2004 sicherte sich Dinamo Minsk mit fünf Punkten Vorsprung auf den späteren Serienmeister BATE Baryssau seinen lang ersehnten siebten Meistertitel. Es sollte jedoch für lange Zeit der letzte Vereinstitel bleiben.

### Der ewige Mitläufer mit europäischen Ambitionen (2004–2023)
Als Meister startete Dinamo Minsk in der 1. Qualifikationsrunde zur UEFA Champions League 2005/06, schied dort jedoch prompt gegen Anorthosis Famagusta aus (1:1 h; 0:1 a). Eine Teilnahme an der Endrunde des lukrativsten Fußballturniers in Europa gelang dem Verein seit der Unabhängigkeit von Belarus bis heute nicht. In der Wyschejschaja Liha 2005 wurde Dinamo Minsk wieder Vizemeister, hatte jedoch 13 Punkte Rückstand auf Schachzjor Salihorsk. Im UEFA-Pokal gelang dem Verein der Sprung in die 2. Qualifikationsrunde, nachdem Zagłębie Lubin dank der Auswärtstorregel (1:1 a; 0:0 h) bezwungen wurde. Dann war jedoch gegen Artmedia Bratislava nichts zu holen (1:2 a; 2:3 h).
Mit zwei Punkten Rückstand auf BATE Baryssau wurde Dinamo Minsk auch 2006 Vizemeister. Es war ein Bild, das sich in den nächsten Jahren noch mehrere Male auftun sollte. Bei der Qualifikation zum UEFA-Pokal 2007/08 kam eine Gruppierung der Partien nach Süd-, Mittel- und Nordeuropa zum Einsatz. Dinamo Minsk wurde zu Nordeuropa klassifiziert und traf in der 1. Qualifikationsrunde auf Skonto Riga. Das Hinspiel endete 1:1 unentschieden, das Rückspiel in Minsk wurde 2:0 gewonnen. Danach war man gegen Odense BK gefordert, holte zwar ein weiteres 1:1 in Minsk, verlor aber das Rückspiel mit 0:4.
Besonders enttäuschend verlief die Saison 2007 in der Dinamo Minsk Platz 9 belegte, was bis heute der schlechtesten Platzierung der Vereinsgeschichte entspricht. Dies war jedoch nur ein einmaliger Ausrutscher, denn im Folgejahr ging man erneut als Vizemeister hervor. Damit war Dinamo Minsk für die Qualifikation zur neuen UEFA Europa League, dem Nachfolger des UEFA-Pokals, startberechtigt. In der 1. Runde wurde KF Renova knapp überwunden (2:1 h; 1:1 a), ehe in der 2. Runde das Aus gegen Tromsø IL folgte (0:0 h; 1:4 a).
Auch 2009 wurde man Vizemeister hinter BATE Baryssau – das dritte Mal in vier Jahren. Nach weiteren Änderungen in der Zugangsliste startete Dinamo Minsk diesmal in der 2. Qualifikationsrunde zur UEFA Europa League. Dort traf man auf JK Kalev Sillamäe und setzte sich gesamt mit 10:1 (5:1 h; 5:0 a) durch. Weiters wurde Maccabi Haifa knapp bezwungen (0:1 a; 3:1 h), ehe man in den Play-offs am FC Brügge scheiterte (1:2 a; 2:3 h).
Anschließend musste Dinamo Minsk drei Jahre auf die nächste Chance auf eine Europacup-Teilnahme warten. Sowohl 2010 als auch 2011 konnte der Verein lediglich den 4. Platz ergattern. Auf dem Weg zur UEFA Europa League 2013/14 hatte man sich mit dem 3. Platz in der Wyschejschaja Liha 2012 bereits einen Platz in der Qualifikation gesichert. Anschließend erreichte man erstmals seit 10 Jahren das Finale im belarussischen Pokal und hätte mit einem Derbysieg über den FK Minsk eine Qualifikationsrunde überspringen können. Die Partie endete 1:1, im Elfmeterschießen unterlag Dinamo jedoch dem FK. In der 1. Qualifikationsrunde bezwang man den FK Kruoja gesamt mit 8:0, anschließend war man gegen Lokomotiva Zagreb auf die Auswärtstorregel angewiesen (1:2 h; 3:2 a). In der 3. Runde unterlag man schließlich Trabzonspor knapp (0:1 h; 0:0 a).
Nach einem weiteren 3. Platz in der Wyschejschaja Liha 2013 sollte erstmals die Qualifikation zur UEFA Europa League gelingen. Über Myllykosken Pallo -47 (3:0 h; 0:0 a), CFR Cluj (1:0 h; 2:0 a) und Nacional Funchal (2:0 h; 3:2 a) gelang Dinamo Minsk mit dem Erreichen der Gruppenphase einer der größten Meilensteine und Erfolge in der Vereinsgeschichte. Der Verein bekam es mit der AC Florenz, EA Guingamp und PAOK Thessaloniki zu tun. Anfangs prsäentierten sich die Belarussen vor allem defensiv desolat – es setzte deutliche Niederlagen von 1:6 in Thessaloniki und 0:3 gegen Florenz. Beim torlosen Heimspiel gegen Guingamp gab es den ersten Punkt, die nächsten beiden Spiele in Guingamp und zuhause gegen PAOK verlor man jeweils mit 0:2, was das Gruppenaus besiegelte. Als abschließende Überraschung konnte man den Gruppensieger aus Florenz auswärts immerhin noch mit 2:1 besiegen. Mit vier Punkten kam man jedoch nicht über den 4. Platz hinaus.
Dinamo Minsk gelang als Vizemeister von 2014 aber auch in der nächsten Spielzeit der Sprung in die Gruppenphase der UEFA Europa League. Über Tscherno More Warna (1:1 a; 4:0 h) und den FC Zürich (1:0 a; 1:1 h) erreichte man die Play-offs gegen den FC Red Bull Salzburg. Das Hinspiel in Minsk wurde überraschend mit 2:0 gewonnen, in Salzburg verlor man wiederum mit dem gleichen Ergebnis. So entschied das Elfmeterschießen, das Dinamo Minsk gewinnen konnte. Diesmal ging es für die Belarussen in Gruppe E, wo man auf den SK Rapid Wien, den FC Villarreal und Viktoria Pilsen traf. Den einzigen Sieg gab es am 5. Spieltag, als Pilsen mit 1:0 besiegt wurde. Alle anderen Spiele gingen jedoch verloren, sodass erneut der 4. Platz zu Buche stand.
Wie im Vorjahr war auch 2015 die Vizemeisterschaft hinter BATE das übliche Bild für den Hauptstadtverein. In der Qualifikation zur UEFA Europa League wurden FK Spartaks Jūrmala (2:1 h; 2:0 a) und St Patrick’s Athletic (1:1 h; 1:0 a) überwunden, ehe man sich in der 3. Runde dem FK Vojvodina geschlagen geben musste (1:1 a; 0:2 h). In der Liga-Saison 2016 war nicht mehr als der 3. Platz drin, der Teilnahme an der Europa-League-Qualifikation tat dies jedoch keinen Abbruch. Erneut stieß man in die 3. Runde vor, nachdem NSÍ Runavík (2:1 h; 2:0 a) und Rabotnički Skopje (1:1 a; 3:0 h) überwunden wurden. Danach kam infolge einer 0:2-Niederlage und einem 1:1-Unentschieden allerdings das Aus gegen AEK Larnaka. Nach der abermaligen Vizemeisterschaft in der Saison 2017 ging es für Dinamo Minsk zum dritten Mal in Folge bis in die 3. Runde der Europa-League-Qualifikation. Zunächst setzte man sich gegen Derry City (2:0 a; 1:2 a) und DAC Dunajská Streda (3:1 a; 4:1 h) durch, worauf ein Spektakel gegen Zenit St. Petersburg folgen sollte. Dinamo Minsk gewann das Hinspiel in Minsk überraschend deutlich mit 4:0. Zenit gelang im Rückspiel in St. Petersburg das gleiche Ergebnis trotz zwischenzeitlicher Unterzahl. In der Verlängerung verkürzte Dinamo Minsk zwar auf 4:1, kassierte dennoch vier weitere Gegentore in der zweiten Hälfte der Verlängerung. Am Ende stand im Gesamtergebnis ein 5:8 aus Sicht der Belarussen.
Seither wollte Dinamo Minsk auf internationalem Niveau jedoch kaum noch etwas gelingen. 2018 wurde man in der Liga erneut Dritter, schied aber bereits in der 1. Qualifikationsrunde zur UEFA Europa League gegen den FK Liepāja aus. Das Hinspiel endete mit einem 1:1 unentschieden, anschließend verlor Dinamo das Rückspiel zuhause mit 1:2. Nach einem schwachen Schlussspurt mit nur einem Sieg aus den letzten neun Ligaspielen wurde man 2019 nur Vierter. Da Pokalsieger BATE Baryssau aber Vizemeister wurde, reichte der vierte Platz zur erneuten Teilnahme an der Europa-League-Qualifikation. Infolge der COVID-19-Pandemie wurde jede Qualifikationsrunde auf eine Partie reduziert. Schon in der 1. Runde verlor Dinamo Minsk diese eine Partie gegen Piast Gliwice mit 0:2. Ein schwaches Kalenderjahr 2020 endete für Dinamo Minsk mit dem 6. Platz in der Liga.
Man besserte sich in der Saison 2021 zumindest auf Platz 3, womit man erstmals an der Qualifikation zur UEFA Europa Conference League teilnahm. Nachdem der FK Dečić Tuzi knapp bezwungen wurde (1:1 h; 2:1 a), schied man in der 2. Runde gegen Hapoel Be’er Scheva aus (1:2 a; 0:1 h). In der Saison 2022 gelang erneut nur Platz 4, doch weil dem Meister und Vizemeister die Lizenz zur Teilnahme am Europapokal entzogen wurde, durfte Dinamo Minsk in die Europa-Conference-League-Qualifikation nachrücken. Erneut unterlag man aber schon in der 1. Runde, diesmal dem FK Željezničar Sarajevo (2:2 a; 1:2 h).

### Rückkehr zu alter Größe (seit 2023)
Nach 19 Jahren gelang Dinamo Minsk in der Wyschejschaja Liha 2023 das Durchbrechen der Durststrecke. Mit sieben Punkten Vorsprung auf Njoman Hrodna holte der Hauptstadtverein seinen achten Meistertitel und sicherte sich damit auch das Debüt im belarussischen Supercup, der erst 2010 gegründet wurde. Allerdings wurde das Debüt ein Reinfall, denn nachdem das Duell mit dem Pokalsieger Torpedo Schodsina torlos endete, verlor Dinamo das Elfmeterschießen.
Mit dem Meistertitel im Rücken startete Dinamo Minsk in der Qualifikation zur UEFA Champions League 2024/25. Die 1. Runde gegen den FC Pjunik Jerewan wurde knapp gewonnen (0:0 h; 1:0 a), die 2. Runde gegen Ludogorez Rasgrad wiederum knapp verloren (0:2 a; 1:0 h). Beim Abstieg in die Europa-League-Qualifikation wurde der Lincoln Red Imps FC bezwungen (2:0 h; 1:2 a), allerdings verlor man die Play-offs gegen den RSC Anderlecht (0:1 h; 0:1 a). Dem Verein blieb schlussendlich die Teilnahme an der Ligaphase der Conference League. Dabei verlor man alle Auswärtspartien ohne eigenes Tor (0:1 gegen HJK Helsinki; je 0:4 gegen Legia Warschau sowie Panathinaikos Athen). Die einzigen Punkte holte man am 5. Spieltag beim 2:0-Heimsieg über den Larne FC. Ansonsten verlor man noch jeweils mit 1:2 gegen Heart of Midlothian sowie den FC Kopenhagen. In der Endtabelle erreichte Dinamo Minsk Rang 33 von 36.
Erstmals seit 29 Jahren gelang dem Verein – noch vor dem Abschluss der Conference League-Ligaphase – die Verteidigung des Meistertitels. Somit nahm man erneut am Supercup teil und gewann diesen nach einem 2:0 über Njoman Hrodna auch erstmals.

## Dinamo-93 Minsk
Die zweite Mannschaft von Dinamo Minsk war in den ersten Jahren der belarussischen Unabhängigkeit ebenfalls Teil der besten Mannschaften des Landes. Das Reserveteam gründete sich 1992 unter dem Namen Dinamo-2 Minsk und lief zunächst in der zweitklassigen Perschaja Liha auf. Man schloss die „Halbsaison“ punktgleich mit Schinnik Babrujsk ab, profitierte jedoch von der deutlich besseren Tordifferenz (+41 zu +18) und stieg als Spitzenreiter sofort in die erstklassige Wyschejschaja Liha auf. Der Verein nahm auch am belarussischen Fußballpokal teil, schied aber schon in der 2. Runde nach Elfmeterschießen gegen den FK Schachzjor Salihorsk (1:1) aus.
Vor dem Start in die Saison 1992/93 benannte sich der Verein in Belarus Minsk um und spielte, wie die erste Mannschaft, sofort ganz vorne mit. Am Ende belegte man einen starken dritten Platz. Im Pokal war erneut in der 2. Runde Schluss, diesmal nach einem 2:3 gegen Dnjapro Mahiljou.
Zur Saison 1993/94 erhielt die Reservemannschaft erneut einen neuen Namen und lief fortan als Dinamo-93 Minsk auf. Im Pokal musste man sich überraschend dem Drittligisten Kardan-Flyers Hrodna mit 0:1 geschlagen geben. Dafür gelang es dem Reserveteam, in der Liga hinter der ersten Mannschaft Vizemeister zu werden.
Von einer Teilnahme am Europapokal wollte im Zuge der Reservemannschaft niemand sprechen. Doch dann gelang in der Pokalsaison 1994/95 eine große Überraschung. Seine ersten drei Spiele hatte das zweite Team allesamt mit 1:0 gewonnen. Sowohl im Halbfinale gegen Dnjapro Mahiljou als auch im Finale gegen Tarpeda Mahiljou stand es nach 120 Minuten jeweils 1:1, doch Dinamo-93 konnte in beiden Fällen im Elfmeterschießen triumphieren und sicherte sich seinen einzigen Pokalerfolg. Gleichzeitig gelang erneut der 3. Platz in der Liga.
Damit durfte Dinamo-93 an der Qualifikation zum Europapokal der Pokalsieger 1995/96 teilnehmen. Jedoch gelang es dem Verein nicht, sich für die Endrunde zu qualifizieren. Gegen den Molde FK trennte man sich im Hinspiel mit einem 1:1 unentschieden, das Rückspiel ging mit 1:2 verloren.
In der Halbsaison 1995 wurde Dinamo-93 erneut Dritter und erreichte so die Vorrunde des UEFA-Pokals 1996/97. Dort konnte der moldawische Vertreter Tiligul Tiraspol (3:1 h; 1:1 a) überwunden werden. Die anschließende Qualifikationsrunde gegen Helsingborgs IF verlor man nach einem 1:1-Unentschieden noch zuhause mit 0:3. Zwischenzeitlich stand Dinamo-93 im Halbfinale des Pokals, wo man ausgerechnet auf die erste Mannschaft traf. Das Reserveteam schied nach einem 0:4 krachend aus.
Jedoch konnte man im Folgejahr das erste Team überraschen und erreichte nach Verlängerung mit einem 4:2 das Finale. Dort unterlag man jedoch Belschyna Babrujsk mit 0:2. Mit einem vierten Platz aus der Ligasaison 1996 sicherte sich Dinamo-93 einen Platz im UEFA Intertoto Cup 1997. In Gruppe 1 landeten die Belarussen hinter dem MSV Duisburg auf Platz 2, der jedoch nicht zum Aufstieg ins Halbfinale reichte.
1997 belegte Dinamo-93 den fünften Platz in der Liga, womit man erstmals nach vier Jahren nicht international spielte. Im Pokal gelang das dritte Mal in Folge der Einzug ins Halbfinale. Nach Elfmeterschießen überwand man zunächst den FK Dinamo Brest (0:0), danach siegte man nach Verlängerung mit 3:2 gegen den FK Maladsetschna. Auch in der Vorschlussrunde gegen Lakamatyu-96 Wizebsk spielte man 120 Minuten, verlor jedoch im Elfmeterschießen.
Nach dem Abschluss der Hinrunde in der Wyschejschaja Liha 1998 kam es zum Paukenschlag: Dinamo-93 Minsk wurde wegen fehlender finanzieller Mittel vom Spielbetrieb in der ersten Liga ausgeschlossen und in die zweitklassige Perschaja Liha zwangsversetzt. Wenig später wurde die Reservemannschaft aufgelöst.

## Stadion
Heimspielstätte des Vereins ist das Dinamo-Stadion. 2012 trat die Mannschaft im Dinamo-Yuni-Stadion an. Von 2013 bis 2018 spielte sie im Traktar-Stadion.

## EU-Sanktionen
Am 23. März 2012 nahm der Rat der Europäischen Union Geschäftsmann Juryj Tschysch und seine Unternehmen einschließlich des Fußballvereins auf die Schwarze Liste der EU auf. Am 6. Oktober 2015 hob der Gerichtshof der Europäischen Union die Entscheidung des EU-Rates auf, Sanktionen gegen Tschysch und seine Unternehmen zu verhängen.

## Ehemalige Spieler
In Klammern: Zeit der Vereinszugehörigkeit als Spieler
- Waljanzin Bjalkewitsch (1991–1996)
- Stanislau Drahun (2008–2012)
- Sergei Gorlukowitsch (1985–1986)
- Aljaksandr Hleb (1988–1998)
- Michail Mustygin (1961–1968)
- Eduard Malofejew (1963–1974)
- Michail Smirnou (1986–1988 & 1993–1994)
- Ihar Stassewitsch (2012–2014)
- Andrej Syhmantowitsch (1981–1991 & 1992)

## Ehemalige Trainer
In Klammern: Zeit der Vereinszugehörigkeit als Trainer
- Eduard Malofejew (1978–1983 & 1988–1991 & 2001–2002)
- Sjarhej Hurenka (2009–2010 & 2017–2019)

## Sportliche Erfolge
- Belarussische Meisterschaft
  - Meister: 1992, 1992/93, 1993/94, 1994/95, 19951, 1997, 2004, 2023, 2024
  - Vize-Meister: 1996, 2001, 2005, 2006, 2008, 2009, 2014, 2015, 2017
  - Dritter: 2000, 2003, 2012, 2013, 2016, 2018, 2021
- Belarussischer Pokal
  - Sieger: 1992, 1993/94, 1994/952, 2002/03
  - Finalist: 1995/96, 1996/972, 1997/98, 2012/13
- Belarussischer Superpokal
  - Sieger: 2025
  - Finalist: 2024
- Sowjetische Meisterschaft
  - Meister: 1982
  - Dritter: 1954, 1963, 1983
- Sowjetischer Fußballpokal
  - Finalist: 1965, 1987
- Europapokal der Landesmeister
  - Viertelfinale (1984)
- Europapokal der Pokalsieger
  - Viertelfinale (1988)
- UEFA-Pokal
  - Viertelfinale (1985)

1Da die Spielzeit der Meisterschaft auf das Kalenderjahr umgestellt wurde, gab es 1995 eine Zwischenmeisterschaft.

2Dinamo-93 Minsk